# Лидеры эскадренных миноносцев типа «Скотт»
Лидеры типа «Скотт»(лидеры Адмиралтейского типа). Британские лидеры эскадренных миноносцев, разработанные и построенные для ВМС к концу Первой мировой войны были названы в честь шотландских кланов. На лидере размещался штаб миноносной флотилии, поэтому они были увеличены для размещения дополнительного экипажа, штаба и сигнального оборудования. Эти корабли были очень похожи на лидеры типа «Шекспир», но те имели широкие трубы конструкций Thornycroft, а Адмиралтейский тип имел две узкие трубы одинаковой высоты. Лидеры назывались по-шотландски. На «Монтроузе» и «Стюарте» были применены паровые турбины Brown-Curtis, мощностью 43 000 л. с. (32 000 кВт), поэтому их максимальный ход больше на ½ узла.
До окончания войны в строй вошли первые три. «Скотт» был торпедирован германской ПЛ.
Два последних заказа — «Баррингтон» и «Хьюз» — были отменены в связи с окончанием войны. «Стюарт» был переведен в Австралию. В 1933 году все остальные корабли, кроме «Брюса» (разрушен в качестве корабля-цели в 1939 году), превращены в сторожевые корабли. Все уцелевшие корабли поле Второй мировой сданы на слом.

## Предыстория
В начале 1916 года Адмиралтейство потребовало лидер с лучшей мореходностью, чем у лидеров типа «Лайтфут». Проект был готов, и фирме «Кэммел Лэрд» в апреле выдали предварительный заказ на постройку лидера, получившего наименование «Скотт».

## Проектирование
Проект потребовал доработки, внесены изменения в расположение внутренних помещений, в частности, потребовалось найти пространство под кладовую для хранения хлебопродуктов и для арсенала, для этого пришлось отказаться от постоянного лазарета, поскольку в экстренной ситуации под него можно было оборудовать другие помещения.
Новый лидер — адмиралтейский «Скотт» строился в рамках 9-го заказа Чрезвычайной военной программы.

## Конструкция
Корпус — клепаный. На адмиралтейских лидерах обводы в оконечностях были чуть более полными, чем на кораблях Торникрофта с коэффициентами общей полноты около 0,5. На корабле была всего одна непрерывная палуба, идущая от кормы до носа — верхняя, она же главная. От форштевня до переборки первого котельного отделения и от переборки машинного отделения до ахтерштевня шла жилая палуба (две независимые платформы), выполненные водонепроницаемыми. Согласно проекту возвышение над ватерлинией жилой палубы — не менее 6 дюймов (152 мм), в полном грузу.
Непотопляемость обеспечивалась разделением корпуса на 12 отсеков главными водонепроницаемыми поперечными переборками, доходящими до верхней палубы. Кроме них имелись локальные водонепроницаемые переборки, подразделявшие пространство ниже жилой палубы.
Из-за большого относительного удлинения корпуса (L/B более 10) особое внимание уделялось обеспечению продольной прочности. Для ответственных связей, включая набор, использовали специальную сталь с повышенным сопротивлением марок HHT (High Tensile Steel, destroyer quality, с сопротивлением 57 кг/мм²) и HT (High Tensile Steel, с сопротивлением 51 кг/мм²), для остальных конструкций — мягкую судостроительную сталь.
Первоначально лидеры планировалось вооружить двухтрубными 533-мм торпедными аппаратами, такими же что были на «Лайтфуте», но ещё до закладки кораблей последовало решение заменить их новейшими трёхтрубными.

### Архитектурный облик

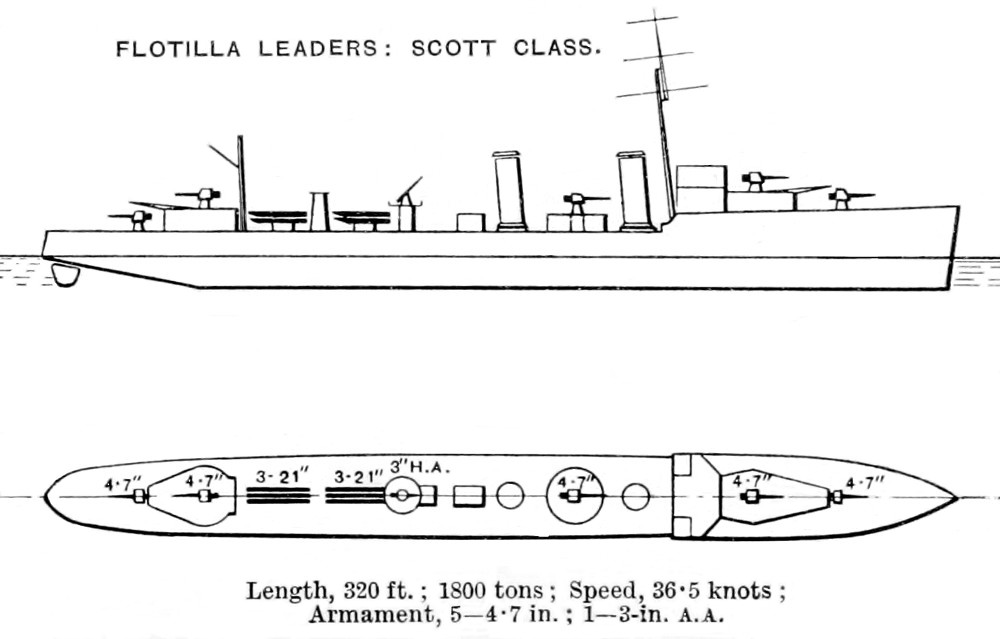
схема размещения вооружения

Эсминцы имели две трубы. Около трети корпуса занимал полубак. Корма традиционной для англичан формы полукруглая с образованием короткого подзора.

### Энергетическая установка

#### Главная энергетическая установка
Главная энергетическая установка установка имела линейное расположение и состояла из двух турбозубчатых агрегатов и четырёх Адмиралтейских паровых котлов. Каждый ТЗА, работающий на свою линию, включал две турбины «Парсонс» высокого и низкого давления в собственных корпусах, соединенных посредством редуктора с гребным валом. В корпусе турбины низкого давления имелась ступень заднего хода.
«Монтроуз» и «Стюарт» имели четыре паровых котла Yarrow, два паротурбинных агрегата фирмы Brown-Curtis общей мощностью 43 000 л. с., с одноступенчатым редуктором, две линии вала, два винта.
Рабочее давление пара — 18,5 кгс/см² (18 атм.), температура — 200…206 °C.

#### Дальность плавания и скорость хода
Проектная мощность составляла 40 000 л. с. при частоте вращения винтов 350 об/мин. Максимальная проектная скорость 36 узлов.
Запас нефти 500 дл. тонн.
Дальность плавания 5000 миль на ходу 15 узлов.

### Вооружение
Пять 120-мм орудий BL Mk I (120 снарядов на орудие) на станке P.X. VI с углом возвышения 30°. Начальная скорость полёта снаряда составляла 814 м/с при массе снаряда 22,5 кг. Дальность стрельбы до 14 450 метров.
Подача боеприпасов ко всем орудиям, кроме расположенного между трубами, осуществлялась механическими элеваторами, приводимыми в действие электромоторами. На случай повреждения основной, предусматривалась резервная ручная подача.
Казенная часть пушки и прицелы прикрывались небольшим щитом из 6,3-мм стали.
Одно зенитное 76-мм орудие (100 выстрелов), могло стрелять осветительными снарядами. Пулемёт Максима.

#### Торпедное вооружение
Торпедное вооружение включало в себя два 533-мм трёхтрубных торпедных аппарата (боезапас шесть торпед Mk.II). Торпедные аппараты располагались между платформой 76-мм орудия и кормовой надстройкой. Сектор обстрела каждого из них составлял 50° на борт (по 25° от траверза).

## Стоимость
Стоимость лидера «Скотт» вместе с артиллерийским, торпедным вооружением и полным боезапасом составила 342 570 £.

## Модернизации
Через год после ввода в строй — замена зенитного 76-мм орудия на два «Пом-пома». Увеличение боекомплекта ГК до 190 снарядов на орудие.
Вскоре после окончания Первой мировой войны с кораблей сняли 2-фунтовые «пом-помы».
В 1924 году установили «асдик». Водоизмещение возросло на 80 т.
В январе 1941 года «Кэмпбелл» нёс радиолокационную станцию обнаружения надводных целей тип 271, станцию обнаружения воздушных целей тип 290, универсальную станцию тип 286 с антенным постом. В трюмах было уложено 60 т твёрдого балласта. Корабль был вооружён тремя 120-мм орудиями (№ 1, № 2, № 5), одной 76-мм зениткой, двумя «Пом-помами» и двумя «эрликонами». Оба трёхтрубных торпедных аппарата остались на месте. Кроме того корабль нёс пять шточных бомбомётов с запасом 50 глубинных бомб.

## Список эсминцев
- «Скотт» (Клан Скотт) (Кмл 18.10.1917 — погиб 15.8.1918),
- «Брюс» (Брюсы) (Кмл 26.2.1918 — искл. 1939),
- «Дуглас» (Дугласы) (Кмл 8.5.1918 — искл. 1945),
- «Кэмпбелл» (Кэмпбеллы) (Кмл 29.5.1919 — искл. 1945),
- «Малкольм» (Клан Маккаллум) (гэльск. Clan Malcolm) (Кмл 29.5.1919 — искл. 1945),
- «Маккей» (Клан Макай) (гэльск. Clan MacKay) (Кмл 21.12.1918-искл. 1947),
- «Стюарт» (Стюарты) (ХЛ 22.8.1918-искл. 1947),
- «Монтроз» (Монтроз) (ХЛ 10.6.1918 — искл. 1946).